# Капыш, Павел Григорьевич
Капыш, Павел Григорьевич (18 марта 1956—26 июля 1999) — российский бизнесмен, генеральный директор Балтийской финансово-промышленной группы (БФПГ). Считался одним из самых влиятельных фигур российского бизнеса (например в справочниках «Кто есть кто в России» и «Кто есть кто в Ленинградской области»). Действительный член Института Нефти, член престижных международных бизнес-клубов (Английский Клуб и Ротари клуб).

## Биография
Павел Капыш родился в Мурманске, в семье офицера. В 1978 году закончил ЛГУ, затем, в 1983 году, аспирантуру при Ленинградской Инженерно-Финансовой Академии.
Кандидат экономических наук, активно занимался научной работой, автор публикаций по социально-экономическому развитию России и вопросов макроэкономики.
Занялся бизнесом в начале 1990-х годов. Организовал компанию «Эко-балт», которая одной из первых в городе начала торговать компьютерами и оргтехникой.

### БФПГ
Капыш создал и был президентом БФПГ, одну из самых мощных финансовых структур Северо-Западного региона. Она занималась закупкой, переработкой и реализацией нефтепродуктов. Кроме прочего, ей принадлежала сеть из 30 АЗС.
Являлся одним из основных поставщиков топлива для судов в морских портах Санкт-Петербурга, Мурманска, Калининграда, а также в бассейнах Баренцева, Северного и Норвежского морей.
Считался «нефтяным королем» Санкт-Петербурга.

## Убийство
В 9 утра 26 июля 1999 года застрелен в собственном бронированном «Chevrolet Suburban». Это стало одним из самых громких и необычных преступлений.
Стрелявших было четверо; двое держали в руках автоматы, двое — одноразовые гранатометы «Муха». Убийство до сих пор не раскрыто.